# Euryopis clara
Espèce
Synonymes
- Euryopis clarus Ponomarev, 2005

Euryopis clara est une espèce d'araignées aranéomorphes de la famille des Theridiidae.

## Distribution
Cette espèce se rencontre au Kazakhstan, en Russie et en Iran. 

## Description
Le mâle holotype mesure 2,9 mm et les femelles de 2,7 à 3,2 mm.

## Publication originale
- Ponomarev, 2005 : New and interesting finds of spiders (Aranei) in the southeast of Europe. Vestnik Yuzhnogo Nauchnogo Tsentra RAN, Rostov, vol. 1, no 4, p. 43-50 (ru).